# Nini Bélanger
Pour les articles homonymes, voir Bélanger.
Nini Bélanger est une metteuse en scène québécoise. 
Elle est codirectrice artistique du Théâtre Aux Écuries à Montréal et fondatrice, ainsi que directrice artistique de la compagnie Projet MÛ. 

## Biographie
Nini Bélanger est diplômée de l'École Nationale de Théâtre du Canada en 2006. 

### Carrière
À sa sortie de l’école, elle fonde la compagnie Projet MÛ dans l’intention d’explorer les différentes facettes du théâtre contemporain.
Elle présente son premier spectacle Endormi(e), une adaptation de Pascal Brullemans du roman Les belles endormis de Yasunari Kawabata, au théâtre La Chapelle Scènes contemporaines lors la saison 2009-2010. Projet MÛ est l’une des rares compagnies à produire du théâtre autant pour les adultes que pour les enfants. Depuis 2011, son mode de création privilégie un développement sous forme de cycle. 
Elle entame ainsi le cycle de la perte avec le spectacle Beauté, chaleur et mort en 2011 au Théâtre La Chapelle. Le spectacle sera ensuite présenté au Centre national Arts (CNA), au Carrefour international de théâtre de Québec et finalement à Paris, au Théâtre Artistique Athévains dans le onzième arrondissement. Elle poursuit le cycle de la perte en 2012 avec la pièce Vipérine présentée aux Coups de Théâtre, puis au CNA, à la Maison Théâtre et en tournée en France. 
En 2015 elle entame le cycle urbain avec la présentation de Plaza au Festival TransAmériques, puis explore finalement celui de l’adresse avec Petite sorcière en 2017. Le spectacle est offert sous deux formes distinctes soit la petite forme avec seulement une comédienne pour le jeune public ou en grande forme avec quatre comédiens pour un public plus vieux. Dans la même lignée, elle poursuit avec le Splendide jeunesse en 2020. La création de cette dernière création devait être présenté le 14 avril 2019 au Théâtre Aux Écuries à Montréal. La série de représentation a été reportée à la saison 2020-2021 étant donné la pandémie de Coronavirus. 
En 2016, elle se greffe à l'équipe du Théâtre Aux Écuries à titre codirectrice artistique et la compagnie Projet MÛ y est depuis l'une des compagnies résidentes.
Nini Bélanger travaille fréquemment en collaboration avec Pascal Brullemans avec qui elle écrit et met en scène Beauté, chaleur et mort et Splendide jeunesse. Il est aussi l'auteur à l’origine des textes de Petite sorcière et Vipérine.

## Mise en scène
- 2019 : Splendide jeunesse, Théâtre Aux Écuries
- 2017 : Petite sorcière, Théâtre Aux Écuries[7]
- 2017 : À te regarder, ils s’habitueront, Théâtre de Quat’Sous[10]
- 2015 : Plaza, Festival TransAmérique[11]
- 2012 : Vipérine, Les Coups de Théâtre - Festival international des arts jeune public[12],[13]

## Prix et distinctions
- 2009 : Carte Prem1ère, Cochon d'or de la meilleure mise en scène (Endormi(e))[14]
- 2011 : Carte Prem1ère, Cochon d’or du meilleur spectacle (Beauté, chaleur et mort )[15],[16]